# 35 (število)
35 (pétintrídeset) je naravno število, za katero velja 35 = 34 + 1 = 36 - 1.

## V matematiki
- sestavljeno število.
- polpraštevilo.
- peto petkotniško število {\displaystyle 35=5(3\cdot 5-1)/2\,\!}.
- vsota prvih petih trikotniških števil 35 = 1 + 3 + 6 + 10 + 15 in zato peto četversko število (tetraedrsko število).
- najmanjše število n, za katero ima enačba x -  φ(x) = n natanko 5 rešitev. Rešitve enačbe so: 75, 155, 203, 299, 323.
- število različnih prostih heksomin.

## V znanosti
- vrstno število 35 ima brom (Br).

## Drugo

### Leta
- 435 pr. n. št., 335 pr. n. št., 235 pr. n. št., 135 pr. n. št., 35 pr. n. št.
- 35, 135, 235, 335, 435, 535, 635, 735, 835, 935, 1035, 1135, 1235, 1335, 1435, 1535, 1635, 1735, 1835, 1935, 2035, 2135